# Митраков, Николай Терентьевич
Николай Терентьевич Митраков (род. 18 марта 1949, Новосибирск) — советский хоккеист, защитник.

## Биография
Воспитанник новосибирского хоккея. В составе «Сибири» провёл 12 сезонов (1966/67 — 1975/76, 1978/79, 1981/82), из них шесть — в высшей лиге класса «А» (1966/67 — 1970/71, 1975/76). Играл за команды «Ижсталь» Ижевск (1976/77), «Бинокор» Ташкент (1977/78 — 1978/79), «Шахтёр» Прокопьевск (1979/80 — 1980/81).
Считался одним из самых агрессивных игроков советского хоккея, в числе первых хоккеистов СССР стал загибать крюк клюшки. По словам тренера Виталия Стаина, его «отличало умение вести жёсткую борьбу на грани дозволенного. […] Это был абсолютно бесстрашный игрок с большим самопожертвованием».